# Mrs. Manly's Baby
 Mrs. Manly's Baby è un cortometraggio muto del 1914. Il nome del regista non viene riportato.

## Produzione
Il film fu prodotto dalla Essanay Film Manufacturing Company.

## Distribuzione
Distribuito dalla General Film Company, il film - un cortometraggio di una bobina - uscì nelle sale cinematografiche USA il 25 febbraio 1914.